# Skřiváň
Der Skřiváň (auch Skřivánčí potok, deutsch: Zellersbach, auch Lerchenbach) ist ein linker Nebenfluss der Rotava (Rothau) in der Karlsbader Region in Tschechien.

## Lage und Verlauf
Der Bach entspringt im böhmischen Teil des Erzgebirges zwischen Kameniště (928 m n.m.) und Pláň (943 m n.m.) etwa 2 km südöstlich von Přebuz (Frühbuß). Nachdem er zuerst von Norden nach Süden verläuft, ändert er seinen Lauf in einem lang geschwungenen Bogen nach Westen. Am oberen Ende des Ortsteils Dolní Rotava der Stadt Rotava (Rothau) mündet er in den gleichnamigen Fluss.

## Zuflüsse
- Vřesový potok (re)
- Oborský potok (li)